# Saut à la perche masculin aux Jeux olympiques de 1896
Pour un article plus général, voir Athlétisme aux Jeux olympiques de 1896.
Navigation
Paris 1900
L'épreuve du saut à la perche masculin aux Jeux olympiques de 1896 s'est déroulée le 10 avril 1896 dans le Stade panathénaïque d'Athènes, en Grèce. Elle est remportée par l'Américain William Hoyt.